# Coleiconus
Coleiconus es un género de foraminífero bentónico de la familia Coskinolinidae, de la superfamilia Coskinolinoidea, del suborden Orbitolinina y del orden Loftusiida. Su especie tipo es Coskinolina elongata. Su rango cronoestratigráfico abarca desde el Ypresiense (Eoceno inferior) hasta el Luteciense (Eoceno medio).

## Discusión
Clasificaciones previas incluían Coleiconus en la superfamilia Ataxophragmioidea, así como en el suborden Textulariina del orden Textulariida o en el orden Lituolida.

## Clasificación
Coleiconus incluye a las siguientes especies:
- Coleiconus christianaensis †
- Coleiconus elongata †
- Coleiconus zansi †